# Dipoena ahenea
Dipoena ahenea là một loài nhện trong họ Theridiidae.
Loài này thuộc chi Dipoena. Dipoena ahenea được miêu tả năm 1935 bởi Dyal.